# Marasandra Amanikere, Bangalore North
Marasandra Amanikere là một làng thuộc tehsil Bangalore North, huyện Bangalore Urban, bang Karnataka, Ấn Độ.